# Liste der Nummer-eins-Hits in den Niederlanden (2012)
Dies ist eine Liste der Nummer-eins-Hits in den Niederlanden im Jahr 2012. Sie basiert auf den Nederlandse-Top-40-Singlecharts und den Dutch Album Top 100. In diesem Jahr gab es 12 Nummer-eins-Singles und 34 Nummer-eins-Alben.

## Singles
| ← 2011 ← | Liste der Nummer-eins-Hits in den Niederlanden | Liste der Nummer-eins-Hits in den Niederlanden | Liste der Nummer-eins-Hits in den Niederlanden | 2013 →                    |
| \| Zeitraum \| Wo. ges. \| Interpret \| Titel Autor(en) \| Zusätzliche Informationen \| \| (Zeitraum, Wochen auf Platz eins, Interpret, Titel, Autor[en], zusätzliche Informationen) \| \| \| \| \| \| ----------------------------------------------------------------------------------------- \| -------- \| -------------------------- \| -------------------------------------------------------------------------------------------------------------------------------------------------------------------- \| ------------------------- \| \| 31. Dezember 2011 – 6. Januar 2012 1 Woche \| 1 \| Sandro Silva & Quintino \| Epic Musik: Maarten M. Vorwerk, Quinten van den Berg; Text: Shandro Silva Jahangier \| – \| \| 7. Januar 2012 – 13. Januar 2012 1 Woche \| 1 \| Studio Killers \| Ode to the Bouncer Chubby Cherry, Darren Stokes, Goldie Foxx \| – \| \| 14. Januar 2012 – 30. März 2012 11 Wochen \| 11 \| Michel Teló \| Ai Se Eu Te Pego! Sharon Acioly Arcoverde, Antônio Carlos Paim Cerqueira, Amanda Grasiele Mesquita Teixeira da Cruz, Aline Medeiros da Fonseca, Karine Assis Vinagre \| – \| \| 31. März 2012 – 11. Mai 2012 6 Wochen \| 6 \| Triggerfinger \| I Follow Rivers Richard W. Nowels Jr., Björn Daniel Arne Yttling, Li Lykke Timotej Zachrisson \| – \| \| 12. Mai 2012 – 10. August 2012 13 Wochen \| 13 \| Gusttavo Lima \| Balada Jorge Luis Fonseca, Julio R. Gonzalez, Carlos Enrique Castillo, Cássio Sampaio Silva \| – \| \| 11. August 2012 – 17. August 2012 1 Woche \| 1 \| The Opposites \| Slapeloze nachten Willem A. de Bruin, Twan van Steenhoven \| – \| \| 18. August 2012 – 24. August 2012 1 Woche \| 1 \| Will.i.am feat. Eva Simons \| This Is Love Max Martin, Sebastian Carmine Ingrosso, Mike Hamilton, William Adams, Steve Patrik Angello Jesefsson Fragogiannis, Eva M. Simons \| – \| \| 25. August 2012 – 5. Oktober 2012 6 Wochen \| 6 \| Asaf Avidan & the Mojos \| One Day / Reckoning Song (Wankelmut Remix) Musik: Asaf Avidan, Hadas Kleinman, Ran Nir, Roi Peled, Jonathan Yoni Joni Sheleg, Ori Winkur; Text: Asaf Avidan \| – \| \| 6. Oktober 2012 – 19. Oktober 2012 2 Wochen \| 2 \| Psy \| Gangnam Style Yoo Gun-hyung, Park Jae-sang \| – \| \| 20. Oktober 2012 – 30. November 2012 6 Wochen \| 6 \| Adele \| Skyfall Paul Richard Epworth, Adele Laurie Blue Adkins \| – \| \| 1. Dezember 2012 – 14. Dezember 2012 2 Wochen \| 2 \| Sandra van Nieuwland \| Keep Your Head Up Benjamin John Howard \| – \| \| 15. Dezember 2012 – 4. Januar 2013 3 Wochen \| 3 \| Passenger \| Let Her Go Michael David Rosenberg \| – \| |                                                |                                                | |                           |
| ← 2011 |                                                |                                                | | → 2013 →                  |
| Zeitraum | Wo. ges.                                       | Interpret                                      | Titel Autor(en) | Zusätzliche Informationen |
| (Zeitraum, Wochen auf Platz eins, Interpret, Titel, Autor[en], zusätzliche Informationen) |                                                |                                                | |                           |
| 31. Dezember 2011 – 6. Januar 2012 1 Woche | 1                                              | Sandro Silva & Quintino                        | Epic Musik: Maarten M. Vorwerk, Quinten van den Berg; Text: Shandro Silva Jahangier                                                                                  | –                         |
| 7. Januar 2012 – 13. Januar 2012 1 Woche | 1                                              | Studio Killers                                 | Ode to the Bouncer Chubby Cherry, Darren Stokes, Goldie Foxx | –                         |
| 14. Januar 2012 – 30. März 2012 11 Wochen | 11                                             | Michel Teló                                    | Ai Se Eu Te Pego! Sharon Acioly Arcoverde, Antônio Carlos Paim Cerqueira, Amanda Grasiele Mesquita Teixeira da Cruz, Aline Medeiros da Fonseca, Karine Assis Vinagre | –                         |
| 31. März 2012 – 11. Mai 2012 6 Wochen | 6                                              | Triggerfinger                                  | I Follow Rivers Richard W. Nowels Jr., Björn Daniel Arne Yttling, Li Lykke Timotej Zachrisson                                                                        | –                         |
| 12. Mai 2012 – 10. August 2012 13 Wochen | 13                                             | Gusttavo Lima                                  | Balada Jorge Luis Fonseca, Julio R. Gonzalez, Carlos Enrique Castillo, Cássio Sampaio Silva                                                                          | –                         |
| 11. August 2012 – 17. August 2012 1 Woche | 1                                              | The Opposites                                  | Slapeloze nachten Willem A. de Bruin, Twan van Steenhoven | –                         |
| 18. August 2012 – 24. August 2012 1 Woche | 1                                              | Will.i.am feat. Eva Simons                     | This Is Love Max Martin, Sebastian Carmine Ingrosso, Mike Hamilton, William Adams, Steve Patrik Angello Jesefsson Fragogiannis, Eva M. Simons                        | –                         |
| 25. August 2012 – 5. Oktober 2012 6 Wochen | 6                                              | Asaf Avidan & the Mojos                        | One Day / Reckoning Song (Wankelmut Remix) Musik: Asaf Avidan, Hadas Kleinman, Ran Nir, Roi Peled, Jonathan Yoni Joni Sheleg, Ori Winkur; Text: Asaf Avidan          | –                         |
| 6. Oktober 2012 – 19. Oktober 2012 2 Wochen | 2                                              | Psy                                            | Gangnam Style Yoo Gun-hyung, Park Jae-sang | –                         |
| 20. Oktober 2012 – 30. November 2012 6 Wochen | 6                                              | Adele                                          | Skyfall Paul Richard Epworth, Adele Laurie Blue Adkins | –                         |
| 1. Dezember 2012 – 14. Dezember 2012 2 Wochen | 2                                              | Sandra van Nieuwland                           | Keep Your Head Up Benjamin John Howard | –                         |
| 15. Dezember 2012 – 4. Januar 2013 3 Wochen | 3                                              | Passenger                                      | Let Her Go Michael David Rosenberg | –                         |

## Alben
| ← 2011 ← | Liste der Nummer-eins-Hits in den Niederlanden | Liste der Nummer-eins-Hits in den Niederlanden | Liste der Nummer-eins-Hits in den Niederlanden | 2013 →                    |
| \| Zeitraum \| Wo. ges. \| Interpret \| Titel \| Zusätzliche Informationen \| \| (Zeitraum, Wochen auf Platz eins, Interpret, Titel, zusätzliche Informationen) \| \| \| \| \| \| ------------------------------------------------------------------------------ \| -------- \| ---------------------- \| --------------------------------- \| ------------------------- \| \| 17. Dezember 2011 – 6. Januar 2012 3 Wochen (insgesamt 14) \| 14 \| Michael Bublé \| Christmas \| – \| \| 7. Januar 2012 – 27. Januar 2012 3 Wochen (insgesamt 5) \| 5 \| Adele \| Live at the Royal Albert Hall \| – \| \| 28. Januar 2012 – 3. Februar 2012 1 Woche \| 1 \| Birdy \| Birdy \| – \| \| 4. Februar 2012 – 17. Februar 2012 2 Wochen \| 2 \| Leonard Cohen \| Old Ideas \| – \| \| 18. Februar 2012 – 2. März 2012 2 Wochen (insgesamt 5) \| 5 \| Adele \| Live at the Royal Albert Hall \| – \| \| 3. März 2012 – 9. März 2012 1 Woche (insgesamt 31) \| 31 \| Adele \| 21 \| – \| \| 10. März 2012 – 16. März 2012 1 Woche (insgesamt 2) \| 2 \| Bruce Springsteen \| Wrecking Ball \| – \| \| 17. März 2012 – 23. März 2012 1 Woche \| 1 \| Frans Duijts \| Alles met je delen \| – \| \| 24. März 2012 – 30. März 2012 1 Woche (insgesamt 2) \| 2 \| Bruce Springsteen \| Wrecking Ball \| – \| \| 31. März 2012 – 6. April 2012 1 Woche \| 1 \| Madonna \| MDNA \| – \| \| 7. April 2012 – 20. April 2012 2 Wochen (insgesamt 3) \| 3 \| The Kyteman Orchestra \| The Kyteman Orchestra \| – \| \| 21. April 2012 – 4. Mai 2012 2 Wochen \| 2 \| Trijntje Oosterhuis \| Wrecks We Adore \| – \| \| 5. Mai 2012 – 11. Mai 2012 1 Woche (insgesamt 3) \| 3 \| The Kyteman Orchestra \| The Kyteman Orchestra \| – \| \| 12. Mai 2012 – 18. Mai 2012 1 Woche \| 1 \| Keane \| Strangeland \| – \| \| 19. Mai 2012 – 25. Mai 2012 1 Woche (insgesamt 2) \| 2 \| Golden Earring \| Tits ’n Ass \| – \| \| 26. Mai 2012 – 8. Juni 2012 2 Wochen (insgesamt 3) \| 3 \| John Mayer \| Born and Raised \| – \| \| 9. Juni 2012 – 15. Juni 2012 1 Woche (insgesamt 2) \| 2 \| Racoon \| Liverpool Rain \| – \| \| 16. Juni 2012 – 22. Juni 2012 1 Woche (insgesamt 3) \| 3 \| John Mayer \| Born and Raised \| – \| \| 23. Juni 2012 – 29. Juni 2012 1 Woche \| 1 \| Jannes \| Op volle kracht \| – \| \| 30. Juni 2012 – 9. Juli 2012 2 Wochen \| 2 \| Linkin Park \| Living Things \| – \| \| 10. Juli 2012 – 13. Juli 2012 1 Woche \| 1 \| Chris Brown \| Fortune \| – \| \| 14. Juli 2012 – 20. Juli 2012 1 Woche \| 1 \| Michael Kiwanuka \| Home Again \| – \| \| 21. Juli 2012 – 27. Juli 2012 1 Woche (insgesamt 2) \| 2 \| Racoon \| Liverpool Rain \| – \| \| 28. Juli 2012 – 3. August 2012 1 Woche \| 1 \| Xander de Buisonjé \| Xander in Concert \| – \| \| 4. August 2012 – 10. August 2012 1 Woche (insgesamt 2) \| 2 \| Golden Earring \| Tits ’n Ass \| – \| \| 11. August 2012 – 17. August 2012 1 Woche \| 1 \| Helene Fischer \| Für einen Tag \| – \| \| 18. August 2012 – 7. September 2012 3 Wochen (insgesamt 4) \| 4 \| Jan Smit \| Vrienden \| – \| \| 8. September 2012 – 14. September 2012 1 Woche \| 1 \| Mark Knopfler \| Privateering \| – \| \| 15. September 2012 – 21. September 2012 1 Woche \| 1 \| Bob Dylan \| Tempest \| – \| \| 22. September 2012 – 28. September 2012 1 Woche \| 1 \| Ilse DeLange \| Eye of the Hurricane \| – \| \| 29. September 2012 – 5. Oktober 2012 1 Woche \| 1 \| Nick & Simon \| Sterker \| – \| \| 6. Oktober 2012 – 12. Oktober 2012 1 Woche \| 1 \| Muse \| The 2nd Law \| – \| \| 13. Oktober 2012 – 26. Oktober 2012 2 Wochen \| 2 \| Mumford & Sons \| Babel \| – \| \| 27. Oktober 2012 – 2. November 2012 1 Woche (insgesamt 4) \| 4 \| Jan Smit \| Vrienden \| – \| \| 3. November 2012 – 9. November 2012 1 Woche \| 1 \| Bløf \| Hier - Het beste van 20 jaar Bløf \| – \| \| 10. November 2012 – 16. November 2012 1 Woche \| 1 \| Robbie Williams \| Take the Crown \| – \| \| 17. November 2012 – 23. November 2012 1 Woche \| 1 \| One Direction \| Take Me Home \| – \| \| 24. November 2012 – 30. November 2012 1 Woche \| 1 \| Kinderen voor Kinderen \| Hallo wereld – 33 \| – \| \| 1. Dezember 2012 – 7. Dezember 2012 1 Woche \| 1 \| K3 \| Engeltjes \| – \| \| 8. Dezember 2012 – 14. Dezember 2012 1 Woche \| 1 \| Doe Maar \| Symphonica in Rosso \| – \| \| 15. Dezember 2012 – 28. Dezember 2012 2 Wochen (insgesamt 14) \| 14 \| Michael Bublé \| Christmas \| – \| \| 29. Dezember 2012 – 1. Februar 2013 5 Wochen (insgesamt 7) \| 7 \| Sandra van Nieuwland \| And More \| – \| |                                                |                                                |                                                |                           |
| ← 2011 |                                                |                                                |                                                | → 2013 →                  |
| Zeitraum | Wo. ges.                                       | Interpret                                      | Titel                                          | Zusätzliche Informationen |
| (Zeitraum, Wochen auf Platz eins, Interpret, Titel, zusätzliche Informationen) |                                                |                                                |                                                |                           |
| 17. Dezember 2011 – 6. Januar 2012 3 Wochen (insgesamt 14) | 14                                             | Michael Bublé                                  | Christmas                                      | –                         |
| 7. Januar 2012 – 27. Januar 2012 3 Wochen (insgesamt 5) | 5                                              | Adele                                          | Live at the Royal Albert Hall                  | –                         |
| 28. Januar 2012 – 3. Februar 2012 1 Woche | 1                                              | Birdy                                          | Birdy                                          | –                         |
| 4. Februar 2012 – 17. Februar 2012 2 Wochen | 2                                              | Leonard Cohen                                  | Old Ideas                                      | –                         |
| 18. Februar 2012 – 2. März 2012 2 Wochen (insgesamt 5) | 5                                              | Adele                                          | Live at the Royal Albert Hall                  | –                         |
| 3. März 2012 – 9. März 2012 1 Woche (insgesamt 31) | 31                                             | Adele                                          | 21                                             | –                         |
| 10. März 2012 – 16. März 2012 1 Woche (insgesamt 2) | 2                                              | Bruce Springsteen                              | Wrecking Ball                                  | –                         |
| 17. März 2012 – 23. März 2012 1 Woche | 1                                              | Frans Duijts                                   | Alles met je delen                             | –                         |
| 24. März 2012 – 30. März 2012 1 Woche (insgesamt 2) | 2                                              | Bruce Springsteen                              | Wrecking Ball                                  | –                         |
| 31. März 2012 – 6. April 2012 1 Woche | 1                                              | Madonna                                        | MDNA                                           | –                         |
| 7. April 2012 – 20. April 2012 2 Wochen (insgesamt 3) | 3                                              | The Kyteman Orchestra                          | The Kyteman Orchestra                          | –                         |
| 21. April 2012 – 4. Mai 2012 2 Wochen | 2                                              | Trijntje Oosterhuis                            | Wrecks We Adore                                | –                         |
| 5. Mai 2012 – 11. Mai 2012 1 Woche (insgesamt 3) | 3                                              | The Kyteman Orchestra                          | The Kyteman Orchestra                          | –                         |
| 12. Mai 2012 – 18. Mai 2012 1 Woche | 1                                              | Keane                                          | Strangeland                                    | –                         |
| 19. Mai 2012 – 25. Mai 2012 1 Woche (insgesamt 2) | 2                                              | Golden Earring                                 | Tits ’n Ass                                    | –                         |
| 26. Mai 2012 – 8. Juni 2012 2 Wochen (insgesamt 3) | 3                                              | John Mayer                                     | Born and Raised                                | –                         |
| 9. Juni 2012 – 15. Juni 2012 1 Woche (insgesamt 2) | 2                                              | Racoon                                         | Liverpool Rain                                 | –                         |
| 16. Juni 2012 – 22. Juni 2012 1 Woche (insgesamt 3) | 3                                              | John Mayer                                     | Born and Raised                                | –                         |
| 23. Juni 2012 – 29. Juni 2012 1 Woche | 1                                              | Jannes                                         | Op volle kracht                                | –                         |
| 30. Juni 2012 – 9. Juli 2012 2 Wochen | 2                                              | Linkin Park                                    | Living Things                                  | –                         |
| 10. Juli 2012 – 13. Juli 2012 1 Woche | 1                                              | Chris Brown                                    | Fortune                                        | –                         |
| 14. Juli 2012 – 20. Juli 2012 1 Woche | 1                                              | Michael Kiwanuka                               | Home Again                                     | –                         |
| 21. Juli 2012 – 27. Juli 2012 1 Woche (insgesamt 2) | 2                                              | Racoon                                         | Liverpool Rain                                 | –                         |
| 28. Juli 2012 – 3. August 2012 1 Woche | 1                                              | Xander de Buisonjé                             | Xander in Concert                              | –                         |
| 4. August 2012 – 10. August 2012 1 Woche (insgesamt 2) | 2                                              | Golden Earring                                 | Tits ’n Ass                                    | –                         |
| 11. August 2012 – 17. August 2012 1 Woche | 1                                              | Helene Fischer                                 | Für einen Tag                                  | –                         |
| 18. August 2012 – 7. September 2012 3 Wochen (insgesamt 4) | 4                                              | Jan Smit                                       | Vrienden                                       | –                         |
| 8. September 2012 – 14. September 2012 1 Woche | 1                                              | Mark Knopfler                                  | Privateering                                   | –                         |
| 15. September 2012 – 21. September 2012 1 Woche | 1                                              | Bob Dylan                                      | Tempest                                        | –                         |
| 22. September 2012 – 28. September 2012 1 Woche | 1                                              | Ilse DeLange                                   | Eye of the Hurricane                           | –                         |
| 29. September 2012 – 5. Oktober 2012 1 Woche | 1                                              | Nick & Simon                                   | Sterker                                        | –                         |
| 6. Oktober 2012 – 12. Oktober 2012 1 Woche | 1                                              | Muse                                           | The 2nd Law                                    | –                         |
| 13. Oktober 2012 – 26. Oktober 2012 2 Wochen | 2                                              | Mumford & Sons                                 | Babel                                          | –                         |
| 27. Oktober 2012 – 2. November 2012 1 Woche (insgesamt 4) | 4                                              | Jan Smit                                       | Vrienden                                       | –                         |
| 3. November 2012 – 9. November 2012 1 Woche | 1                                              | Bløf                                           | Hier - Het beste van 20 jaar Bløf              | –                         |
| 10. November 2012 – 16. November 2012 1 Woche | 1                                              | Robbie Williams                                | Take the Crown                                 | –                         |
| 17. November 2012 – 23. November 2012 1 Woche | 1                                              | One Direction                                  | Take Me Home                                   | –                         |
| 24. November 2012 – 30. November 2012 1 Woche | 1                                              | Kinderen voor Kinderen                         | Hallo wereld – 33                              | –                         |
| 1. Dezember 2012 – 7. Dezember 2012 1 Woche | 1                                              | K3                                             | Engeltjes                                      | –                         |
| 8. Dezember 2012 – 14. Dezember 2012 1 Woche | 1                                              | Doe Maar                                       | Symphonica in Rosso                            | –                         |
| 15. Dezember 2012 – 28. Dezember 2012 2 Wochen (insgesamt 14) | 14                                             | Michael Bublé                                  | Christmas                                      | –                         |
| 29. Dezember 2012 – 1. Februar 2013 5 Wochen (insgesamt 7) | 7                                              | Sandra van Nieuwland                           | And More                                       | –                         |

## Jahreshitparaden
| ← 2011 ← | Liste der Nummer-eins-Hits in den Niederlanden | Liste der Nummer-eins-Hits in den Niederlanden | Liste der Nummer-eins-Hits in den Niederlanden | 2013 →   |
| \| Singles \| Position# \| Alben \| \| -------------------------------------------------------------------------------------------------------------------------------------------------------------------------------- \| --------- \| ---------------------------------------- \| \| Call Me Maybe Carly Rae Jepsen Joshua Keeler Ramsay, Carly Rae Jepsen, Tavish Crowe \| 1 \| 21 Adele \| \| Ai Se Eu Te Pego! Michel Teló Sharon Acioly Arcoverde, Antônio Carlos Paim Cerqueira, Amanda Grasiele Mesquita Teixeira da Cruz, Aline Medeiros da Fonseca, Karine Assis Vinagre \| 2 \| Live at the Royal Albert Hall Adele \| \| I Follow Rivers Lykke Li Richard W. Nowels Jr., Björn Daniel Arne Yttling, Li Lykke Timotej Zachrisson \| 3 \| Birdy \| \| Euphoria Loreen Peter Lars Boström, Thomas G:son \| 4 \| Sterker Nick & Simon \| \| Balada Gusttavo Lima Jorge Luis Fonseca, Julio R. Gonzalez, Carlos Enrique Castillo, Cássio Sampaio Silva \| 5 \| Eye of the Hurricane Ilse DeLange \| \| I Follow Rivers Triggerfinger Richard W. Nowels Jr., Björn Daniel Arne Yttling, Li Lykke Timotej Zachrisson \| 6 \| Hallo wereld – 33 Kinderen voor Kinderen \| \| This Is Love Will.i.am feat. Eva Simons Max Martin, Sebastian Carmine Ingrosso, Mike Hamilton, William Adams, Steve Patrik Angello Jesefsson Fragogiannis, Eva M. Simons \| 7 \| Babel Mumford & Sons \| \| Epic Sandro Silva & Quintino Musik: Maarten M. Vorwerk, Quinten van den Berg; Text: Shandro Silva Jahangier \| 8 \| Vrienden Jan Smit \| \| Bagagedrager Gers Pardoel feat. Sef Musik: Gerwin Pardoel; Text: Yousef Gnauoi, Gerwin Pardoel \| 9 \| Liverpool Rain Racoon \| \| I Won’t Give Up Jason Mraz Jason Thomas Mraz, Michael Lee Natter \| 10 \| Wrecking Ball Bruce Springsteen \| |                                                |                                                |                                                |          |
| ← 2011 |                                                |                                                |                                                | → 2013 → |
| Singles | Position#                                      | Alben                                          |                                                |          |
| Call Me Maybe Carly Rae Jepsen Joshua Keeler Ramsay, Carly Rae Jepsen, Tavish Crowe | 1                                              | 21 Adele                                       |                                                |          |
| Ai Se Eu Te Pego! Michel Teló Sharon Acioly Arcoverde, Antônio Carlos Paim Cerqueira, Amanda Grasiele Mesquita Teixeira da Cruz, Aline Medeiros da Fonseca, Karine Assis Vinagre | 2                                              | Live at the Royal Albert Hall Adele            |                                                |          |
| I Follow Rivers Lykke Li Richard W. Nowels Jr., Björn Daniel Arne Yttling, Li Lykke Timotej Zachrisson | 3                                              | Birdy                                          |                                                |          |
| Euphoria Loreen Peter Lars Boström, Thomas G:son | 4                                              | Sterker Nick & Simon                           |                                                |          |
| Balada Gusttavo Lima Jorge Luis Fonseca, Julio R. Gonzalez, Carlos Enrique Castillo, Cássio Sampaio Silva | 5                                              | Eye of the Hurricane Ilse DeLange              |                                                |          |
| I Follow Rivers Triggerfinger Richard W. Nowels Jr., Björn Daniel Arne Yttling, Li Lykke Timotej Zachrisson | 6                                              | Hallo wereld – 33 Kinderen voor Kinderen       |                                                |          |
| This Is Love Will.i.am feat. Eva Simons Max Martin, Sebastian Carmine Ingrosso, Mike Hamilton, William Adams, Steve Patrik Angello Jesefsson Fragogiannis, Eva M. Simons | 7                                              | Babel Mumford & Sons                           |                                                |          |
| Epic Sandro Silva & Quintino Musik: Maarten M. Vorwerk, Quinten van den Berg; Text: Shandro Silva Jahangier | 8                                              | Vrienden Jan Smit                              |                                                |          |
| Bagagedrager Gers Pardoel feat. Sef Musik: Gerwin Pardoel; Text: Yousef Gnauoi, Gerwin Pardoel | 9                                              | Liverpool Rain Racoon                          |                                                |          |
| I Won’t Give Up Jason Mraz Jason Thomas Mraz, Michael Lee Natter | 10                                             | Wrecking Ball Bruce Springsteen                |                                                |          |